# Вёрт-ан-дер-Донау
Вёрт-ан-дер-Донау (нем. Wörth an der Donau, бав. Wiard) — город и городская община в Германии, в земле Бавария.
Подчинён административному округу Верхний Пфальц. Входит в состав района Регенсбург. Подчиняется управлению Вёрт-ан-дер-Донау. Население составляет 4425 человек (на 31 декабря 2010 года). Занимает площадь 52,34 км². Официальный код — 09 3 75 210.
Город подразделяется на 7 городских районов.

## Население
По оценке на 31 декабря 2015 года население общины Вёрт-ан-дер-Донау составляет 4756 чел. 

| Дата      | 1840 | 1871 | 1900 | 1925 | 1939 | 1950 | 1961 | 1970 | 1987 | 2011 |
| --------- | ---- | ---- | ---- | ---- | ---- | ---- | ---- | ---- | ---- | ---- |
| Население | 2791 | 3127 | 3173 | 3156 | 3296 | 3772 | 3249 | 3331 | 3591 | 4429 |

| Год       | 1960 | 1970 | 1980 | 1990 | 2000 | 2009 | 2010 | 2011 | 2012 | 2013 | 2014 | 2015 |
| --------- | ---- | ---- | ---- | ---- | ---- | ---- | ---- | ---- | ---- | ---- | ---- | ---- |
| Население | 3295 | 3321 | 3390 | 3854 | 4403 | 4416 | 4425 | 4446 | 4586 | 4708 | 4733 | 4756 |

## Достопримечательности
- Замок-крепость Вёрт-ан-дер-Донау

## Известные уроженцы
- Рейнбот фон Турн — поэт немецкого Средневековья.